# Erich Matthias
Erich Matthias (* 4. August 1921 in Uetzingen; † 23. März 1983 in Kuppenheim) war ein deutscher Historiker und Politikwissenschaftler.

## Leben und Wirken
Der Sohn eines Volksschullehrers machte 1939 sein Abitur am Gymnasium Walsrode. Nach Ableistung des Arbeitsdienstes nahm er ab Herbst 1939 ein Studium der Geschichtswissenschaft und der Literaturgeschichte an den Universitäten Göttingen und München auf. Neben diesen Fächern besuchte er auch Veranstaltungen in Volkswirtschaftslehre und entwickelte Interesse an sozialwissenschaftlichen Fragestellungen. Während des Zweiten Weltkriegs diente er von 1940 bis 1945 in der Wehrmacht, zuletzt im Rang eines Leutnants der Reserve. Nach Kriegsende setzte er sein Studium in Göttingen fort. 1951 wurde er dort mit einer Arbeit über Sozialdemokratie und Nation promoviert, Doktorvater war Werner Conze. Seine Dissertation gilt als ein früher Beitrag zur Erforschung der Emigration aus dem nationalsozialistischen Deutschland.
Nach Studien zur Geschichte der deutschen Sozialdemokratie und einer kurzen Tätigkeit als Redakteur der Zeitschrift Ost-Probleme, dem damals wichtigsten Medium der Sowjetologie in Deutschland, widmete sich Matthias einer umfassenden Edition von Quellen, die die Basis bildeten für Studien zur Durchsetzung des Parlamentarismus im Deutschen Kaiserreich seit 1908. Diese Editionsarbeit begann 1956 im Rahmen der Kommission für Geschichte des Parlamentarismus und der politischen Parteien. Im Rahmen der Quelleneditionen und Schriften dieser Kommission fungierte Matthias in gut 30 Fällen als Herausgeber oder Mitherausgeber. Er betreute insbesondere die Reihen „Von der konstitutionellen Monarchie zur parlamentarischen Republik“ (zusammen mit Conze), „Militär und Politik“ (mit Hans Meier-Welcker) sowie die Reihe Die Weimarer Republik (gemeinsam mit Karl Dietrich Bracher und Rudolf Morsey).
Ab 1961 war Matthias außerordentlicher Professor an der Philipps-Universität Marburg. Er war neben Wolfgang Abendroth zweiter Marburger Professor für Politikwissenschaft. 1965 erhielt er einen Lehrstuhl für Politikwissenschaft und Zeitgeschichte an der Wirtschaftshochschule Mannheim, die zwei Jahre später zur Universität Mannheim ernannt wurde. In der Lehre widmete er sich vornehmlich der Arbeit in Seminaren und der Graduiertenförderung. Seine Arbeit konzentrierte sich nach 1979 schließlich auf das Spannungsfeld von Gewerkschaftsbewegung und Parlamentarismus.
Matthias gehörte seit 1976 dem Beirat der Zeitschrift Internationale wissenschaftliche Korrespondenz zur Geschichte der deutschen Arbeiterbewegung (IWK) an. Ferner war er seit 1977 Mitglied der Historischen Kommission zu Berlin. Zu seinem 60. Geburtstag wurde ihm eine Festschrift gewidmet. Nachdem er Jahre schwerer Krankheiten überwunden und Überlegungen zu einer vorzeitigen Emeritierung verworfen hatte, starb er bei einem Verkehrsunfall.

## Schriften (Auswahl)
- Sozialdemokratie und Nation. Ein Beitrag zur Ideengeschichte der sozialdemokratischen Emigration in der Prager Zeit des Parteivorstandes 1933–1938 (= Veröffentlichungen des Instituts für Zeitgeschichte, München), Deutsche Verlags-Anstalt, Stuttgart 1952.
- Die deutsche Sozialdemokratie und der Osten. 1914–1945. Eine Übersicht (= Forschungsberichte und Untersuchungen zur Zeitgeschichte, Nr. 11), Tübingen 1954.
- Kautsky und der Kautskyanismus. Die Funktion der Ideologie in der deutschen Sozialdemokratie vor dem ersten Weltkrieg, in: Marxismusstudien, 2. Folge. Hrsg. von Iring Fetscher, Tübingen 1956, S. 151–197.
- Zusammen mit Rudolf Morsey (Hrsg.): Das Ende der Parteien 1933 (= Veröffentlichung der Kommission für Geschichte des Parlamentarismus und der politischen Parteien), Droste, Düsseldorf 1960.
- Zwischen Räten und Geheimräten. Die deutsche Revolutionsregierung 1918/1919 (= Quellen zur Geschichte des Parlamentarismus und der politischen Parteien, Reihe 1, Bd. 6, 1 und 2), Droste, Düsseldorf 1970.
- Widerstand gegen den Nationalsozialismus in Mannheim. Im Auftrag der Stadt Mannheim herausgegeben von Erich Matthias […], unter Mitwirkung von Günter Braun […], Edition Quadrat, Mannheim 1984, ISBN 3-923003-27-7.
- Zusammen mit Klaus Schönhoven (Hrsg.): Solidarität und Menschenwürde. Etappen der deutschen Gewerkschaftsgeschichte von den Anfängen bis zur Gegenwart, Verlag Neue Gesellschaft, Bonn 1984, ISBN 3-87831-391-8.